# 波馬諾塔山
14°4′19″S 70°47′53″W / 14.07194°S 70.79806°W
波馬諾塔山（Pomanota），是秘魯的山峰，位於該國南部坎奇斯省和卡拉瓦亞省，處於科伊略爾普紐納山東南面和庫努拉納山西北面，屬於安第斯山脈中維爾卡潘帕山脈的一部分，海拔高度5,516米。